# Marina Rünthe

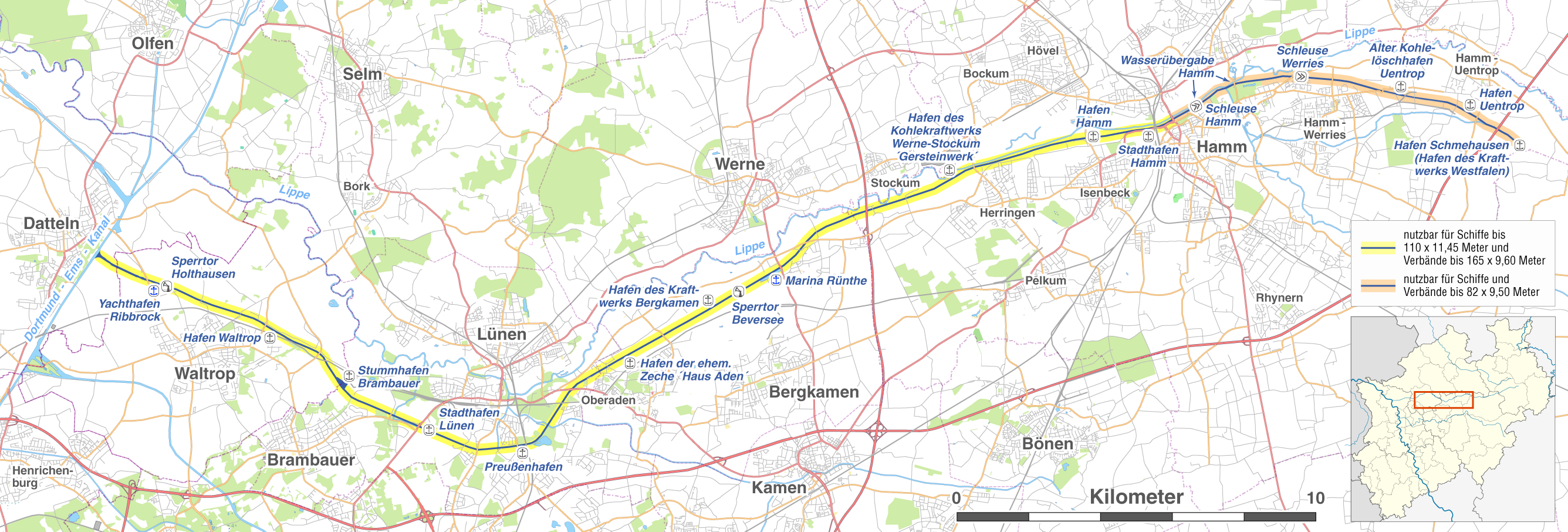
Lage des Yachthafens am Kanal

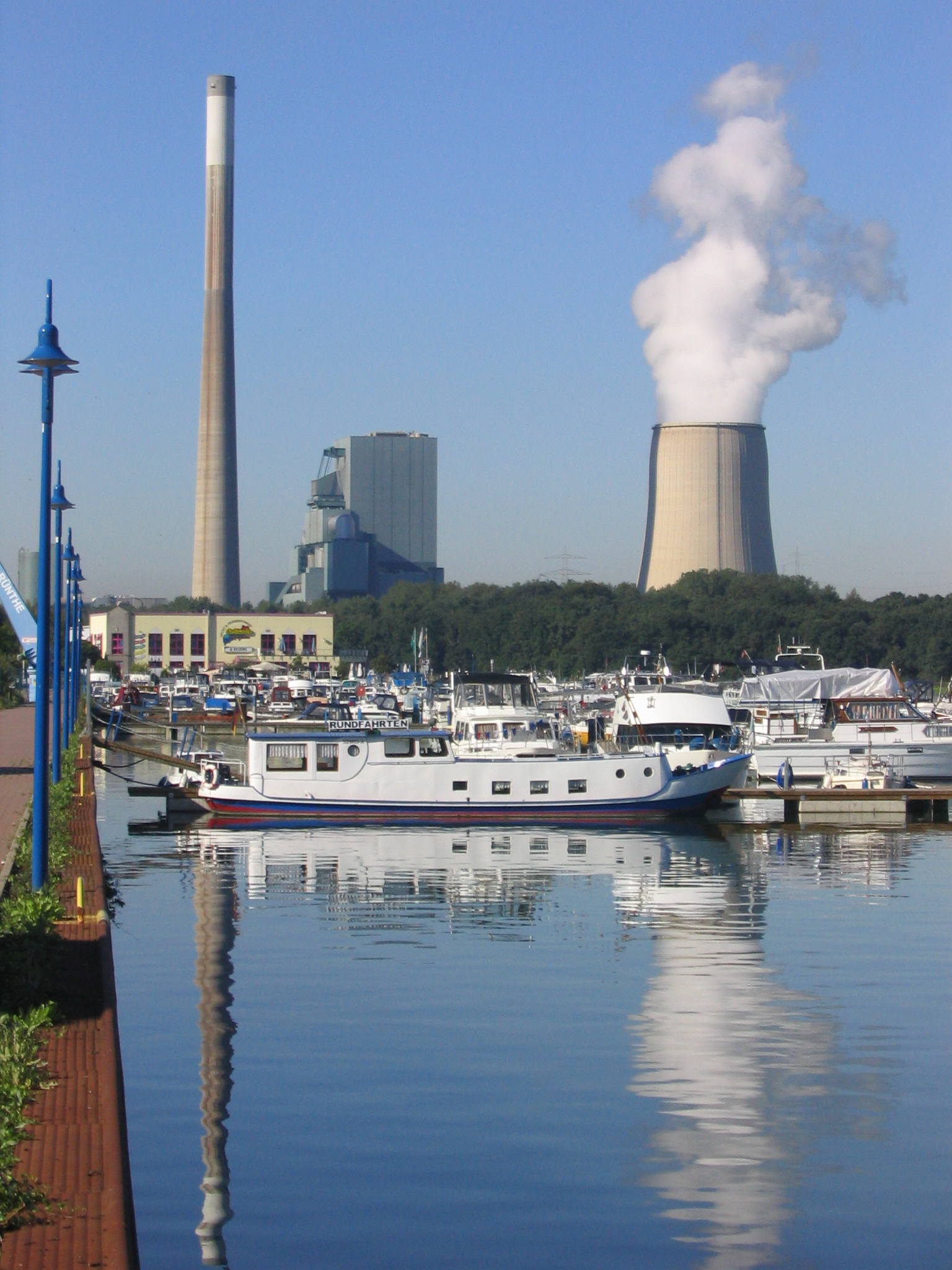
Marina Rünthe mit dem Bergkamener Kraftwerk im Hintergrund

Die Marina Rünthe ist ein Yachthafen am Datteln-Hamm-Kanal in Bergkamen.
Die Marina liegt am Kanalkilometer 23 und wurde 1939 als Verladehafen der Zeche Werne errichtet und 1959 erweitert. Nach der Schließung des Bergwerks im Jahre 1974 verlor der Werkshafen seine Bedeutung. 
1995 erfolgte dann die Umnutzung für den Freizeitbereich und das Areal wurde als Marina hergerichtet. Der Yachthafen hat 286 Liegeplätze für Sportboote aller Größen. Die Wasserfläche beträgt 41.500 m², die Landfläche 130.000 m². 
Der größte Sportboothafen in Nordrhein-Westfalen bietet in seinem ganzjährigen Servicebetrieb neben den typischen Serviceanlagen wie Tankstelle (Diesel und Super), Waschplatz, Krananlage (bis 16 Tonnen) und Reparaturwerft auch eine Bootsslipanlage für Trailergespanne, verschiedene Gastronomiebetriebe, zwei davon unabhängige Sanitärgebäude, mehrere Bootsfahrschulen, Gäste- und eingezäunte Parkplätze, Grünanlagen und entlang des Hafenbeckens eine Promenade. Seit 1998 gibt es jährliche Hafenfeste mit inzwischen bis zu 60.000 Besuchern. Im Rahmen von Regatten der NRW Trophy wurden bis 2009 hier Punkte für die Matchrace-Weltrangliste ersegelt. 
Seit 2007 gibt es die Lichtkunst-Installation „PulsLicht“ des Künstlers Mischa Kuball, deren 8 Meter hohe Leuchten auch auf den Wegen für ausreichende Helligkeit sorgen. Das Licht pulsiert computergesteuert in verschiedenen Mustern.
Die Marina Rünthe ist Teil der Route der Industriekultur. An der Marina vorbei führt die Römerroute von Xanten nach Detmold. Im angrenzenden Naturschutzgebiet liegt der Beversee. Von der Halde Großes Holz hat man einen guten Ausblick auf die Marina.

## Bilder

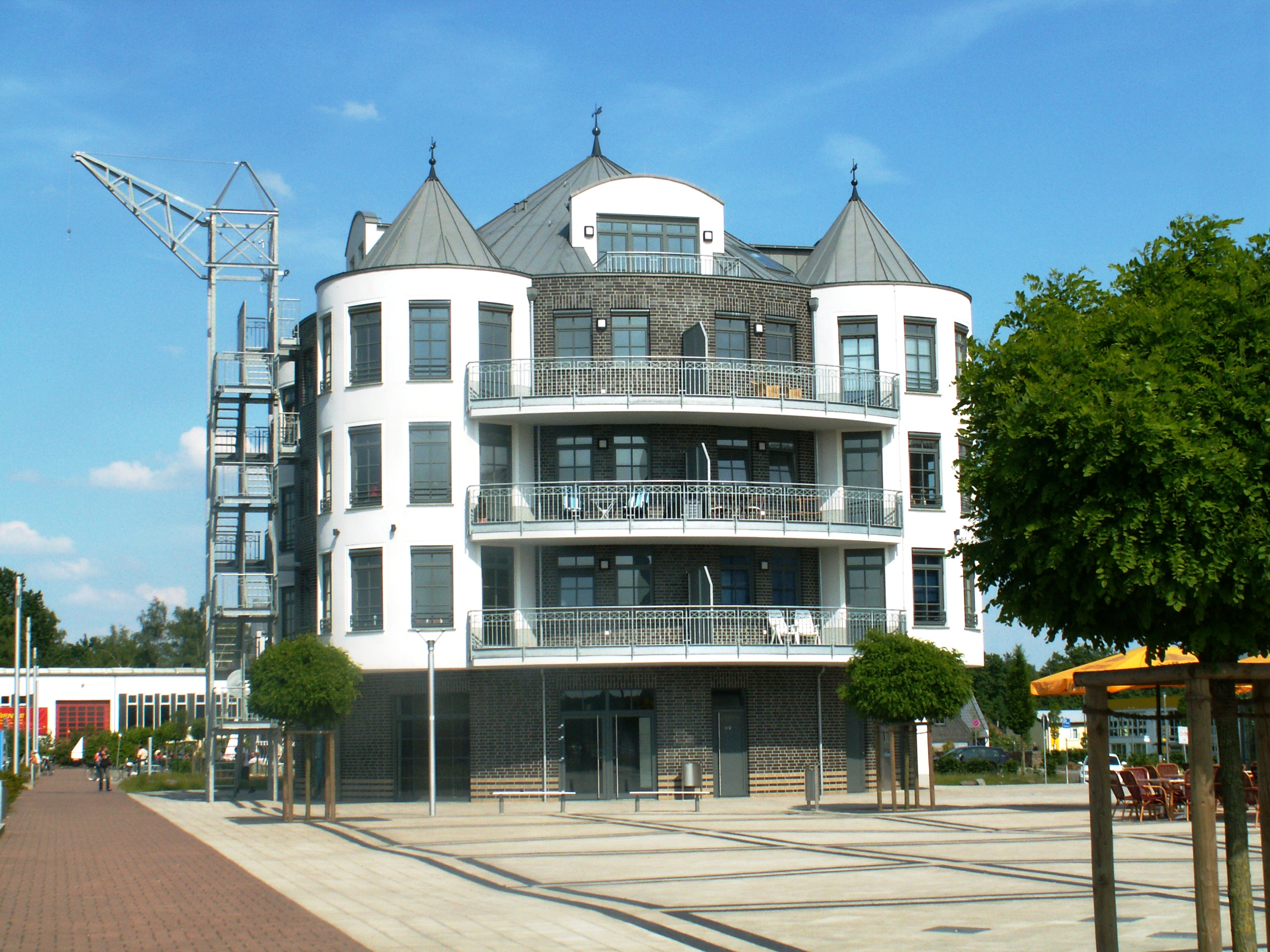
Wohn-/Geschäftshaus, mit Schaukran an der Außentreppe
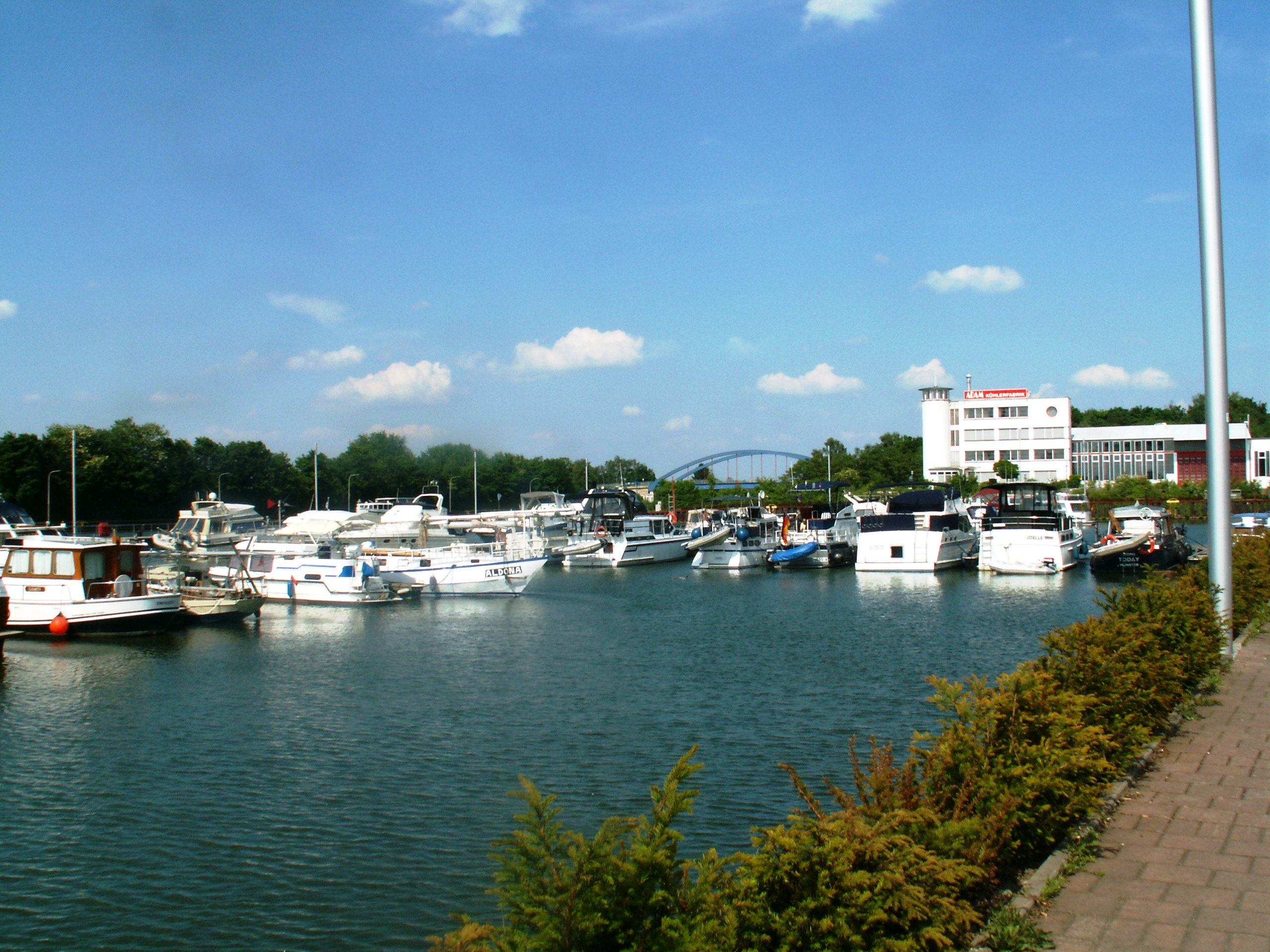
Hafenbecken Ost mit der Brücke der B233 im Hintergrund
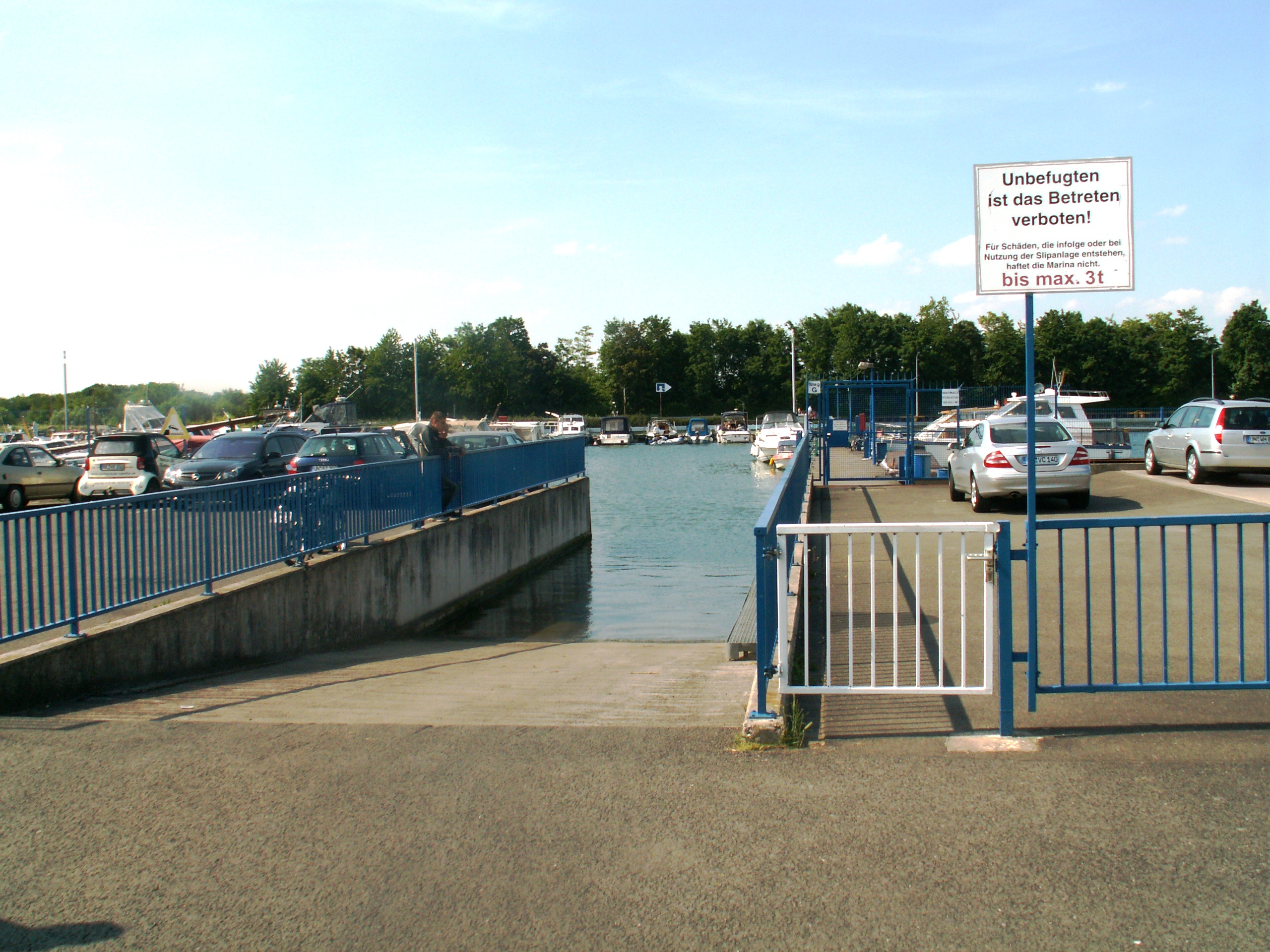
Slipanlage im Zentrum des Hafens
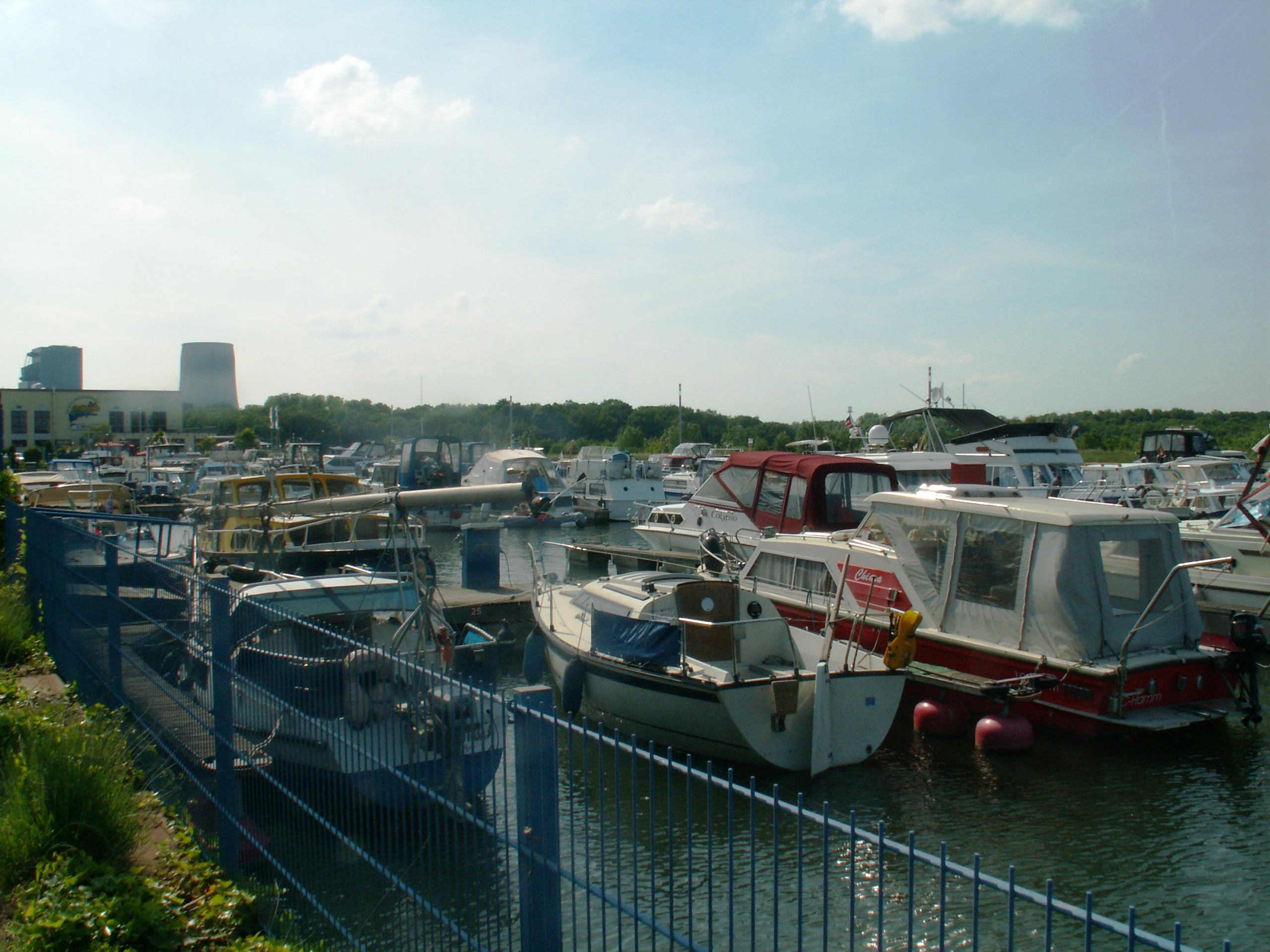
Hafenbecken West mit Bergkamener Kraftwerk im Hintergrund